# Мачково Село
Мачково Село је насељено место у саставу града Петриње, у Банији, Република Хрватска.

## Историја
Мачково Село се од распада Југославије до августа 1995. године налазило у Републици Српској Крајини.

## Становништво
Насеље је према попису становништва из 2011. године имало 36 становника.
| Националност       | 1991.        |
| Срби               | 180 (97,82%) |
| Хрвати             | 0            |
| Југословени        | 3 (1,63%)    |
| остали и непознато | 1 (0,54%)    |
| Укупно             | 184          |